# Saison 1 de New York, police judiciaire
Chronologie
Saison 2
La première saison de New York, police judiciaire, série télévisée américaine, est constituée de vingt-deux épisodes, diffusée du 13 septembre 1990 au 9 juin 1991 sur NBC.

## Distribution

### Acteurs principaux
- George Dzundza : sergent Maxwell « Max » Greevey
- Chris Noth : détective Mike Logan
- Dann Florek : capitaine Donald Cragan
- Michael Moriarty : premier substitut du procureur Benjamin Stone
- Richard Brooks : substitut du procureur Paul Robinette
- Steven Hill : procureur Adam Schiff

## Épisodes

### Épisode 1:Prescription fatale
- États-Unis : 13 septembre 1990 sur NBC

- États-Unis : 14 millions de téléspectateurs[1] (première diffusion)

### Épisode 2:Requiem en sous-sol
- États-Unis : 20 septembre 1990 sur NBC

### Épisode 3:Le Trompe-la-mort
- États-Unis : 4 octobre 1990 sur NBC

### Épisode 4:Tombent les filles
- États-Unis : 11 octobre 1990 sur NBC

### Épisode 5:Jusqu'à ce que la mort nous sépare
- États-Unis : 23 octobre 1990 sur NBC

### Épisode 6:Ô ministres intègres
- États-Unis : 30 octobre 1990 sur NBC

### Épisode 7:Un mort encombrant
- États-Unis : 13 novembre 1990 sur NBC

### Épisode 8:Brebis galeuse
- États-Unis : 13 novembre 1990 sur NBC

### Épisode 9:L'Indifférence qui tue
- États-Unis : 27 novembre 1990 sur NBC

### Épisode 10:Maîtres et esclaves
- États-Unis : 4 décembre 1990 sur NBC

### Épisode 11:Inégalité raciale
- États-Unis : 11 décembre 1990 sur NBC

### Épisode 12:Pour la vie
- États-Unis : 8 janvier 1991 sur NBC

### Épisode 13:Mort dans l'exercice de ses fonctions
- États-Unis : 15 janvier 1991 sur NBC

### Épisode 14:Femmes en péril
- États-Unis : 5 février 1991 sur NBC

### Épisode 15:La Loi du silence (1/2)
- États-Unis : 12 février 1991 sur NBC

### Épisode 16:La Loi du silence (2/2)
- États-Unis : 19 février 1991 sur NBC

### Épisode 17:L’École du crime
- États-Unis : 26 février 1991 sur NBC

### Épisode 18:Le Secret
- États-Unis : 12 mars 1991 sur NBC

### Épisode 19:Le Loup dans la bergerie
- États-Unis : 19 mars 1991 sur NBC

### Épisode 20:Le Témoin du passé
- États-Unis : 26 mars 1991 sur NBC

### Épisode 21:Sonate en rein majeur
- États-Unis : 2 avril 1991 sur NBC

### Épisode 22:L'Argent sale
- États-Unis : 9 juin 1991 sur NBC